# Støtteparti
Et støtteparti er et politisk parti, der ikke er med i regeringen, men udgør dennes parlamentariske grundlag. Støttepartier indtager således en mellemrolle mellem egentlige oppositionspartier og regeringspartier, idet de dels indgår mange forlig og aftaler med regeringen, men samtidig ikke er en del af den. Støtten kan være mere eller mindre helhjertet, og kan fordre større eller mindre politiske indrømmelser fra regeringen.